# Captura de Quinxassa
Captura de Quinxassa ou Queda de Quinxassa ocorreu em 17 de maio de 1997 durante a Primeira Guerra do Congo. Este evento marca a queda do regime de Mobutu Sese Seko e a chegada ao poder de Laurent-Désiré Kabila. Os rebeldes da Aliança das Forças Democráticas para a Libertação do Congo assumem o controle da cidade sem lutar contra os mobutistas.

## Contexto
Após a Batalha de Kenge, o avanço rebelde parece inevitável. Em meados de maio, até 40.000 soldados das Forças Armadas Zairenses (FAZ) se refugiaram em Quinxassa, mas muitos não tinham mais armas e apenas alguns milhares de combatentes ainda eram comandados. Os últimos soldados motivados a defender o regime pertenciam principalmente à Divisão Especial Presidencial (division spéciale présidentielle, DSP), guarda pretoriana de Mobutu; que são reforçados por 1.000 rebeldes angolanos da UNITA.
As tropas da AFDL, associadas com os soldados ruandeses do Exército Patriótico de Ruanda (EPR), são estimados em 10 mil homens, incluindo um grande número de crianças-soldados, os kadogos. 

## 15-16 de maio

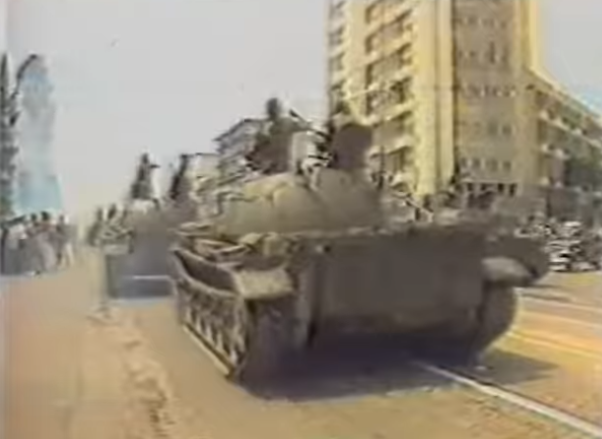
Tanques Type 62 das forças armadas zairianas em Quinxassa em 1985. Sete tanques deste modelo foram abandonados sem lutar nos arredores da capital

Nos dias 15 e 16 de maio, a última resistência organizada da Divisão Especial Presidencial e da UNITA é rompida ao redor da ponte do Rio Nsele perante os 2.000 combatentes ruandeses-congoleses. O acampamento da Divisão Especial Presidencial é cercado pelos rebeldes, enquanto sete tanques Type 62 da 1.ª Divisão Blindada são abandonados sem lutar.
O general Donatien Mahele Lieko Bokungu, chefe do exército zairiano, sabe que a guerra está perdida e procura evitar combates sangrentos na cidade. Graças a um telefone via satélite fornecido pelo embaixador estadunidense, está em contato com os rebeldes desde 13 de maio. Na noite do dia 15, os generais Mahele, Celestin Ilunga Shamanga e Norbert Likulia Bolongo (então primeiro-ministro) tentam convencer Mobutu a deixar a cidade para evitar um banho de sangue. Pouco depois, os generais Bolozi, Nzimbi, Vungbo, Wezabo e Baramato, mobutistas da etnia Ngbandi e que se opunham à rendição do regime, reuniram-se em torno de Mobutu, que anunciou sua intenção de fugir para Gebadolite. De acordo com o jornalista François Sudan, os oficiais ngbandi da cidade se encontraram sem Mobotu e elaboraram uma lista de quinhentos nomes de traidores pelos zairianos.
No dia 16, às 9h45, Mobutu levantou voo em seu Boeing 727 para Gebadolite, levando consigo vários milhões de dólares. A maioria dos dignitários fogem durante o dia. Assim, o general Likulia foi recebido na embaixada da França. Para evitar massacres, os estadunidenses pedem a Kabila que lhes dê tempo para fugir. Apenas alguns generais mobutistas permanecem na cidade, como Kongulu Mobutu, filho do presidente, que continua tentando defende-la.
Na noite do dia 16, Mahele tentou acalmar os soldados da Divisão Especial Presidencial cujo chefe, general Nzimbi, fugiu para Brazzaville. Capturado pelos soldados, Mahele seria metralhado, apesar da intervenção do general Wezago, assistente de Nzimbi, e da chegada tardia de Kongulu Mobutu.
Após o assassinato de Mahele, a cidade foi saqueada antes da chegada dos rebeldes. Os antigos soldados de Mobutu, sem líderes, são os principais responsáveis pela pilhagem.

## Captura da cidade

Mapa do avanço da AFDL a Quinxassa.

Na manhã de 17 de maio de 1997, as colunas da AFDL, incluindo o 101.º Batalhão do exército ruandês, entraram na cidade; guiados sobretudo por militantes da Frente Patriótica, um partido político da oposição de esquerda zairiana. “Precedido por uma reputação de disciplina”, as colunas de combatentes rebeldes foram aclamadas pela população.
O capitão Kongulu Mobutu é o último aliado de Mobutu a abandonar Quinxassa para Brazzaville, depois de ter tentado em vão organizar uma resistência.

## Consequências
Os soldados zairenses, sem líderes, rendem-se na sua maioria pacificamente. Os rendidos empilham suas armas e aguardam seu registro pela AFDL. A Divisão Especial Presidencial abandona o acampamento de Tshatsi durante a noite, sem combates. Os soldados que se recusam a entregar suas armas, membros da Divisão Especial Presidencial e partidários do regime, são mortos pelos rebeldes ou linchados pela população. Os jornalistas estrangeiros testemunham essas execuções. As estimativas do número de mortos durante os acertos de contas variam de 200 a 654 mortos. A Cruz Vermelha Zairiana identificará de 228 a 318 cadáveres ao redor da capital nos dias seguintes. Várias dezenas de soldados são confinados no quartel, enquanto os mobutistas  suspeitos de são levados aos milhares para a prisão.
As instalações dos mobutistas são saqueadas pelos cidadãos de Quinxassa.
Laurent-Désiré Kabila chega em 20 de maio de 1997 a Quinxassa e instaura um regime presidencialista. Seu governo é composto por treze membros: a maioria veteranos da AFDL, dois da Frente Patriótica e dois desertores da União para a Democracia e o Progresso Social (UPDS), o partido de Étienne Tshisekedi, que permanece na oposição.